# Crystal Planet
| Críticas profissionais | Críticas profissionais |
| Avaliações da crítica  | Avaliações da crítica  |
| Fonte                  | Avaliação              |
| ---------------------- | ---------------------- |
| Allmusic               | [ 1 ]                  |

|-
Crystal Planet é um álbum do guitarrista de rock instrumental Joe Satriani. Foi lançado em 3 de março de 1998.

## Faixas do CD
Todas faixas foram compostas por Joe Satriani, exceto onde indicado
| N.º            | Título                  | Compositor(es)              | Duração |  |
| 1.             | "Up in the Sky"         |                             | 4:09    |  |
| 2.             | "House Full of Bullets" |                             | 5:33    |  |
| 3.             | "Crystal Planet"        |                             | 4:34    |  |
| 4.             | "Love Thing"            |                             | 3:50    |  |
| 5.             | "Trundrumbalind"        |                             | 5:13    |  |
| 6.             | "Lights of Heaven"      |                             | 4:23    |  |
| 7.             | "Raspberry Jam Delta-v" |                             | 5:21    |  |
| 8.             | "Ceremony"              |                             | 4:53    |  |
| 9.             | "With Jupiter in Mind"  |                             | 5:46    |  |
| 10.            | "Secret Prayer"         |                             | 4:27    |  |
| 11.            | "A Train of Angels"     | Joe Satriani, Z.Z. Satriani | 3:42    |  |
| 12.            | "A Piece of Liquid"     | Joe Satriani, Z.Z. Satriani | 3:04    |  |
| 13.            | "Psycho Monkey"         | Joe Satriani, Z.Z. Satriani | 4:36    |  |
| 14.            | "Time"                  |                             | 5:05    |  |
| 15.            | "Z.Z.'s Song"           |                             | 3:01    |  |
| Duração total: | Duração total:          | Duração total:              | 67:37   |  |

## Créditos
- Joe Satriani – guitarras de 6 e 7 cordas, sintetizador de guitarra, teclados (faixas 5, 7, 13, 14), baixo (faixas 2, 13, 14), harmonica, clapping (faixa 7), mixagem (faixas 14, 15), produção (faixas 13–15)
- Eric Caudieux – teclado (faixas 3, 7, 9, 12), programação, orquestração, edição
- Eric Valentine – teclado (faixa 14), baterias (faixas 13, 14), percussão (faixas 13, 14), baixo (faixa 14), engenharia de som (faixas 13, 14), mixagem (faixa 14), produção (faixas 13, 14)
- Jeff Campitelli – baterias (faixas 1–12), percussão (faixas 1, 4, 6, 8–12), clapping (faixa 7)
- Elk Thunder – percussão (faixa 8)
- Rhoades Howe – percussão (faixa 14), engineering assistance (faixas 13, 14)
- Stuart Hamm – baixo (faixas 1, 3–12)
- Mike Manning – clapping (faixa 7)
- Mike Fraser – clapping (faixa 7), engenharia (faixas 1–13), mixing (faixas 1–13), produção (faixas 1–13)
- John Cuniberti – engenharia (faixas 14, 15), mixagem (faixas 15), produção (faixas 14, 15)
- Kent Matcke – assistente de engenharia (faixas 1–10, 12)
- Kevin Scott – assistente de engenharia (faixas 1–12), assistente de mixagem (faixa 14)
- Stephen Hart – assistente de engenharia (faixa 15)
- Judy Kirschner – assistente de engenharia
- Zac Allentuck – assistente de mixagem (faixas 1–10, 12, 13)
- George Marino – masterização

## Prêmios e Indicações

### Músicas
| Ano  | Canções           | Prêmio        | Indicação                          | Resultado |
| ---- | ----------------- | ------------- | ---------------------------------- | --------- |
| 1999 | A Train of Angels | Grammy Awards | Best Rock Instrumental Performance | Indicado  |

## Paradas Musicais

### Álbum
| Ano  | Ranking             | Posição | Ref.  |
| ---- | ------------------- | ------- | ----- |
| 1998 | The Billboard 200   | 50      | [ 3 ] |
| 1998 | Mitä hittiä         | 35      | [ 4 ] |
| 1998 | Schweizer Hitparade | 40      | [ 5 ] |
| 1998 | SNEP                | 10      | [ 6 ] |
| 1998 | Dutch albums chart  | 54      | [ 6 ] |
| 1998 | German albums chart | 73      | [ 6 ] |

### Músicas
| Ano  | Canção   | Ranking                              | Posição | Ref.  |
| ---- | -------- | ------------------------------------ | ------- | ----- |
| 1998 | Ceremony | Billboard Hot Mainstream Rock Tracks | 28      | [ 3 ] |

## Certificações
| Órgão  | Certificação | Vendas    | Ref.  |
| ------ | ------------ | --------- | ----- |
| (BPI)  | ouro         | 500,000 + | [ 7 ] |
| (RIAA) |              | 202,416 + | [ 8 ] |